# Yangju-Stadion
Das Yangju-Stadion, ebenfalls bekannt unter den Namen Godeok-Sportpark(kor. 고덕생활체육공원) ist ein Fußballstadion in der südkoreanischen Stadt Yangju, Provinz Gyeonggi-do. Seit 2007 wird das Stadion für Fußballspiele genutzt. Aktuell nutzt Yangju Citizen FC das Stadion.